# Mastigoteuthis glaukopis
Mastigoteuthis glaukopis is een inktvissensoort uit de familie van de Mastigoteuthidae. De wetenschappelijke naam van de soort werd voor het eerst geldig gepubliceerd in 1908 door Chun.